# Abyssidrilus hessleri
Abyssidrilus hessleri is een ringworm uit de familie van de Tubificidae. De wetenschappelijke naam van de soort is voor het eerst geldig gepubliceerd in 1989 door Erséus.